# Universal Destinations & Experiences
Universal Destinations & Experiences (früher Universal Parks & Resorts), auch bekannt als Universal Studios Theme Parks oder Universal Theme Parks, ist die Themenparkabteilung von NBCUniversal, eine Tochtergesellschaft von Comcast. Das Unternehmen mit Sitz in Orlando, Florida, betreibt Universal Themenparks und Resorts auf der ganzen Welt. Universal Parks & Resorts ist bekannt für Attraktionen und Themenbereiche, welche auf berühmten Lizenzen der Popkultur (Filme, Fernsehen, Literatur, Cartoons, Comics, Videos, Videospiele etc.) basieren. Dabei werden nicht nur Lizenzen von NBCUniversal verwendet, sondern auch von anderen dritten Unternehmen.
Die Geschichte der Themenparks begann als Tour-Attraktion in den 1910ern im Universal Studios Gebiet in der Universal City in der Nähe von Los Angeles, Kalifornien, und entwickelte sich dann 1964 in den Universal Studios Hollywood Themenpark. Dort können Besucher hinter die Kulissen von berühmten Szenen von Filmen und Fernsehshows blicken, welche von Universal Pictures und anderen Firmen produziert werden. Zudem können sie Fahrattraktionen erleben, die nach bekannten Filmen thematisiert wurden. Die Popularität des Universal Studios in Hollywood führte dazu, dass Universal weitere Themenparks in Florida und weltweit errichtete.
In 2023 besuchten ca. 60,8 Millionen Gäste die Universal Themenparks. Dies macht Universal zum viertgrößten Themenpark-Betreiber der Welt. Universal stellt damit eine große Konkurrenz für Cedar Fair, Disney Parks, Experiences and Products, Six Flags, Sea World Parks & Entertainment und Merlin Entertainments dar.

## Bestehende Themenparks

### Universal Studios Hollywood

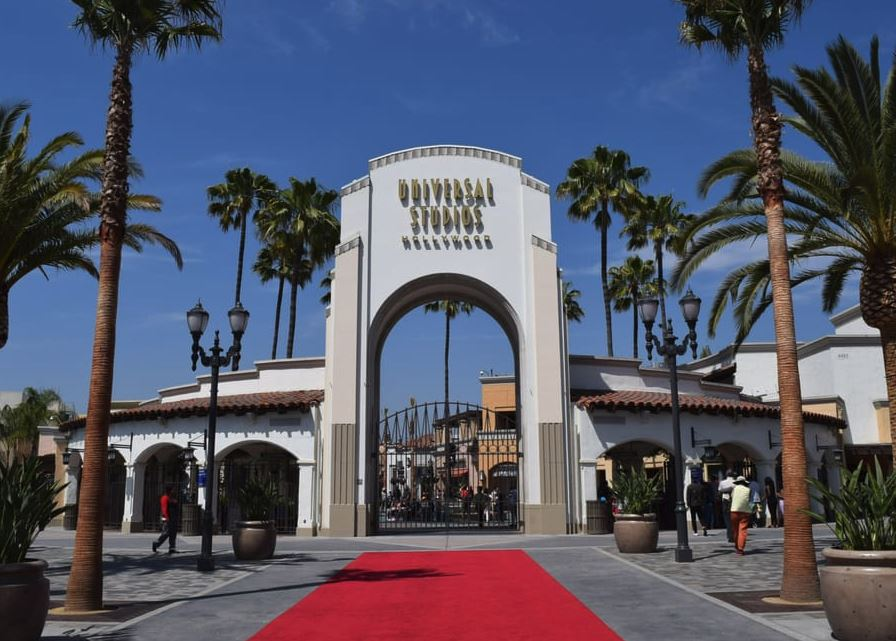
Eingang der Universal Studios Hollywood

Der erste Universal Studios Themenpark eröffnete am 15. Juli 1964 in Universal City, Kalifornien. Zunächst war der Park nur eine Studio-Tour durch das Universal-Studios-Gelände, welche es seit 1915 gab. Im Mai 1993 öffnete der Universal CityWalk vor dem Themenpark, welcher 65 Themenrestaurants, Nachtclubs, Shops und Unterhaltungslokalitäten beherbergt. Der CityWalk beherbergt zudem das Cinemark Universal CityWalk Kino, welches 19 Kinosäle inklusive einem IMAX Theater beherbergt. Das ganze Gebiet inklusive Themenpark, Universal CityWalk sowie den Studios umfasst ca. 168 Hektar Fläche.

### Universal Orlando Resort

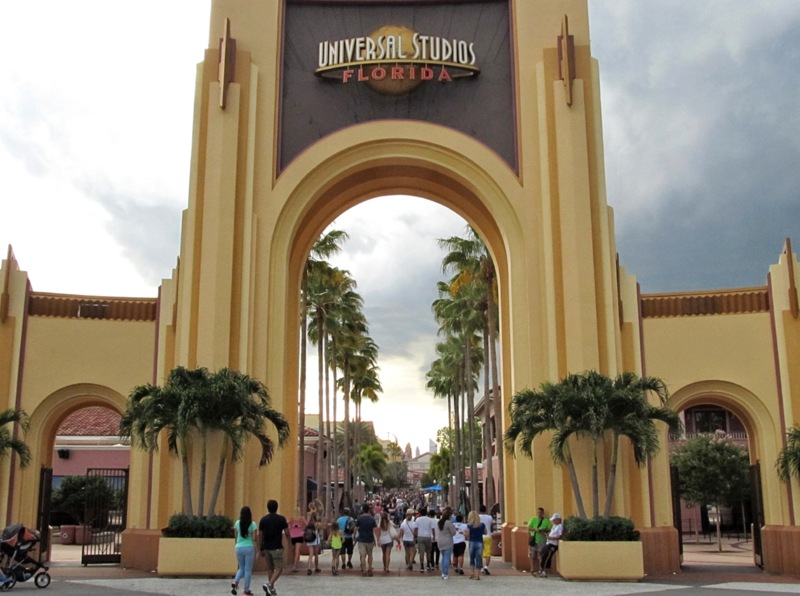
Eingang der Universal Studios Orlando

Das Universal Orlando Resort (früher Universal Studios Escape) öffnete am 7. Juni 1990 in Orlando, Florida. Zunächst wurde der Universal Studios Florida Park eröffnet. Der Park beheimatet Themenbereiche und Attraktionen basierend auf berühmten Filmen.
Am 28. Mai 1999 expandierte Universal Orlando und wurde mit der Öffnung des Universal’s Islands of Adventures Themenpark zu einem Urlaubsresort. Parallel wurde der Universal Citywalk hinzugefügt. September 1999 öffnete das Loews Portofino Bay Hotel, gefolgt vom Hard Rock Hotel im Dezember 2000, dem Loews Royal Pacific Resort im Februar 2001, dem Cabana Bay Beach Resort im März 2014, dem Loews Sapphire Falls Resort im Juli 2016 und dem Universal's Aventura Hotel im August 2018.
Im Jahr 1998 kauft Universal Orlando den Wet 'n Wild Wasserpark, welcher der Haupt-Wasserpark des Unternehmens bis zur Schließung am 31. Dezember 2016 war. Der Nachfolger Volcano Bay eröffnete am 25. Mai 2017. Der neue Wasserpark bietet 18 Attraktionen an. Darunter Wasserrutschen, zwei Lazy River und Rafting Attraktionen. Volcano Bay ist außerdem der erste Universal Park, welcher keine Lizenzen benutzt.
Im August 2019 gab Universal bekannt, dass das Unternehmen einen dritten Themenpark namens Epic Universe bauen wird. Dieser wird unter anderem Attraktionen basierend auf den Lizenzen von Nintendo, Universal Monsters und DreamWorks basieren. Der Park wurde im Mai 2025 eröffnet.

### Universal Studios Japan

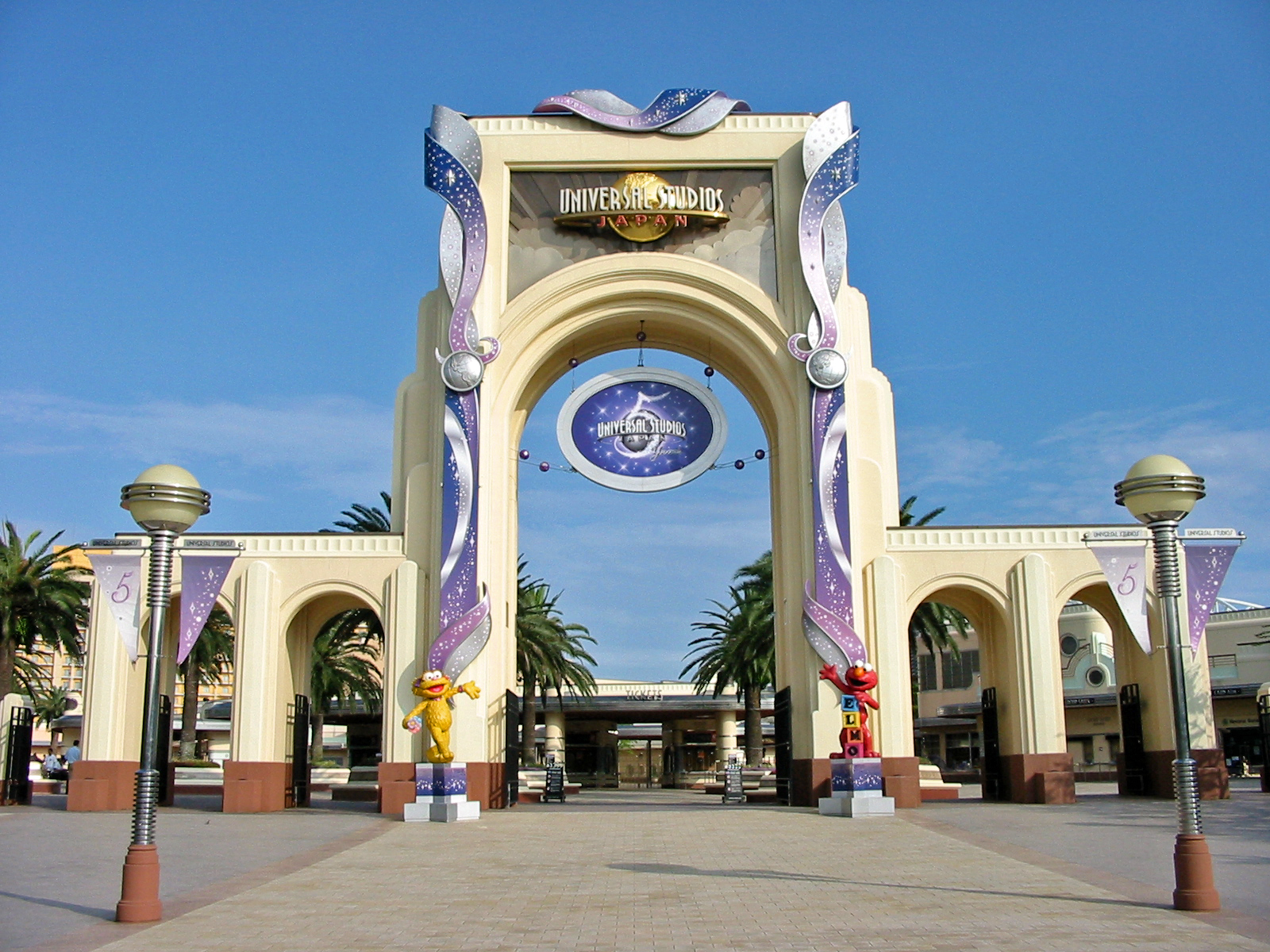
Eingang der Universal Studios Japan

Der Universal Studios Japan Themenpark eröffnete nach fast drei Jahren Bauzeit im Konohana-ku Distrikt von Osaka, Japan. Der Park war der erste Universal Themenpark, welcher sich außerhalb den USA befindet. Im Park befinden sich Attraktionen, welche sowohl von den Universal Studios in Orlando als auch aus Hollywood übernommen wurden. Zudem beheimatet das Resort einen CityWalk, ein Einkaufszentrum mit mehreren offiziellen Universal Hotels und mehreren Restaurant und Geschäften. Das Resort umfasst ein Gebiet von ca. 44 Hektar Fläche. Der Park ist der zweitmeistbesuchte Themenpark in Japan nach dem Tokyo Disney Resort.

### Universal Studios Singapore

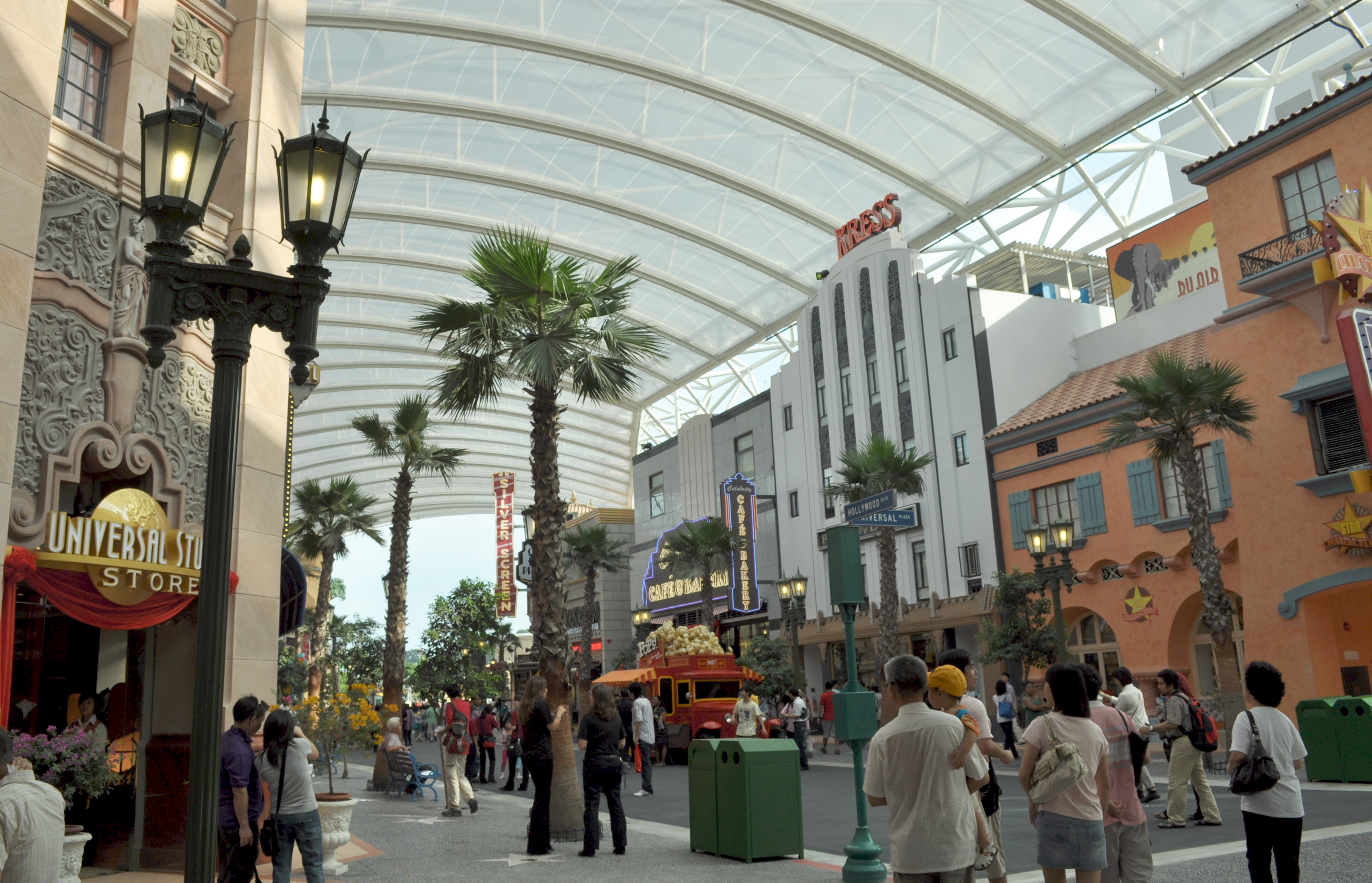
Universal Singapore Hollywood Boulevard

Der Universal Studios Singapore Themenpark wurde offiziell am 28. Mai 2011 auf der Insel Sentosa eröffnet. Er war der zweite Themenpark von Universal, welcher im asiatischen Gebiet betrieben wird. Wie die anderen Universal Parks werden mehrere thematisierte Attraktionen basierend auf berühmten Filmen geboten. Das Gelände umfasst ca. 20 Hektar und befindet sich im Osten der Resorts World Sentosa. Einen CityWalk gibt es in diesem Resort nicht, da das Resorts World Sentosa von sich aus bereits ein Einkaufszentrum anbietet. Im Unterschied zu den anderen Universal Themenparks wird dieser Park nicht von Universal betrieben, sondern von der Genting Group.

### Universal Beijing Resort
Das Universal Beijing Resort wurde offiziell am 20. September 2021 in Peking, China eröffnet. Es bietet hauptsächlich Fahrten und Attraktionen, die thematisch auf Filmen, Fernsehserien, Animationen und Musik aus dem Universal-Portfolio basieren, sowie lizenzierte Inhalte anderer Unternehmen (z. B. Warner Bros. etc.). Das Projekt wurde am 13. Oktober 2014 angekündigt und es wurden über 20 Milliarden RMB in das Projekt investiert. Das Resort gehört gemeinsam der Beijing Shouhuan Cultural Tourism Investment Co., Ltd. (BSH Investment), einem Konsortium aus vier staatlichen Unternehmen und Universal Destinations & Experiences. Der Bau der Universal Studios Beijing wurde im April 2021 abgeschlossen. Die Phase 2 des Universal Beijing Resort ist für das Jahr 2025 geplant.

## Zukünftige Universal-Themenparks und -Attraktionen

### Universal Epic Universe
Universal's Epic Universe ist ein Themenpark, welcher im Jahr 2025 im Universal Orlando Resort eröffnen soll. Es soll einen Super Nintendo World Themenbereich beheimaten.

### Universal Horror Unleashed
Am 11. Januar 2023 kündigte Universal eine neue Horror-Attraktion namens Universal Horror Unleashed an, die als zentraler Bestandteil einer 20 Hektar großen Erweiterung des immersiven Area15-Unterhaltungsviertels in Las Vegas dienen wird. Im Gegensatz zu den temporären Halloween Horror Nights wird dieses 110.000 Quadratmeter große Gebäude eine dauerhafte, ganzjährige Attraktion sein. Die Eröffnung ist für den 14. August 2025 geplant.

### Universal Kids Resort
Am 11. Januar 2023 kündigte Universal einen Themenpark im Stil eines „neuen Konzepts“ an, der sich an Familien mit Kindern richtet. Der Park, der in Frisco, Texas, USA, gebaut werden soll, wird immersive thematische Bereiche bieten und das Unterhaltungs-, Innovations- und Figurenangebot von Universal feiern.

### Universal Studios Great Britain
Am 19. Dezember 2023 wurde bestätigt, dass Universal einen Themenpark in Bedford im Vereinigten Königreich plant.

### Zweiter Themenpark im Universal Beijing Resort
Im April 2021 kündigte Universal Beijing an, dass ein zweiter Themenpark bis 2025 eröffnet werden soll. Im September 2023 wurde bekannt gegeben, dass der Bau für die Erweiterung 2025 beginnen soll.

## Nicht gebaute und frühere Universal-Themenparks

### Nicht gebaute Themenparks
- Universal Studios Dubailand, Dubai, United Arab Emirates[18]
- Universal Studios Europe, Melun-Sénart, Seine-et-Marne, Frankreich[19]
- Universal Studios Germany, Krefeld, Deutschland[20]
- Universal Studios India, Indien[21]
- Universal Studios Manila, Philippinen[22]
- Universal Studios Moscow, Russland[23]
- Universal Studios Shanghai, Shanghai, China[24]
- Universal Studios South Korea, Hwaseong, South Korea[25]
- Universal Studios Zhuhai, Guangdong,  China[26]

### Frühere Themenparks
- Universal Mediterránea, Salou, Spain (1998–2004)

### Frühere Wasserparks
- Costa Caribe Aquatic Park, Salou, Spain (2002–2004)
- Wet 'n Wild Orlando (Universal Orlando Resort, Orlando, Florida, USA) (1977–2016)